# Абай (станція метро)
43°14′32″ пн. ш. 76°56′58″ сх. д. / 43.24222° пн. ш. 76.94944° сх. д.
«Абай» (каз. Абай) — проміжна станція першої лінії Алматинського метрополітену. Розташована між станціями «Алмали» і «Байконур».
Станція розташована під рогом проспекту Абай і вулиці Фурманова . Відкрита 1 грудня 2011 у складі черги«Райимбек батир» - «Алатау».

## Технічна характеристика
Конструкція станції —  пілонна трисклепінна (глибина закладення — 50 м). Відстань між коліями 18.1 м. Складається з трьох залів — центрального і двох бічних, що утворюють загальну острівну платформу шириною 15.2 м і довжиною 104 м. Похилий хід чотиристрічковий, висотою підйому 46,0 м, довжиною 92,0 м.

## Вестибюлі
Станція розташована під рогом проспекту Абай і вулиці Фурманова.
Обслуговує Палац республіки, готель «Казахстан», кінотеатр «Арман», театр драми імені Лермонтова, навчальні заклади, Національну бібліотеку.
Входи в підземний вестибюль розташовані вздовж проспекту Абай на перетині з вулицею Тулебаєва. До вестибюля підходить пішохідний перехід, розташований поперек проспекту Абай.

## Оздоблення
Архітектурно-художнє рішення станції створює сучасний автентичний інтер'єр без використання традиційних архітектурних елементів. Стіни і колони оздоблені мармуром бежевого і коричневого кольорів. Підлога викладена гранітом сіро-бежевого і коричневого кольорів. Карниз виконано з нержавіючої сталі.
У торці центрального залу розташовано художнє панно, виконане в техніці рельєфу в бронзі і флорентійської мозаїки. Для гармонії з рештою архітектурою композиція виконана в сучасному стилі. Бронзовий рельєф, що зображає Абая Кунанбаєва, виділяється на кам'яному тлі, на якому написані його вірші і слова повчання, підносячись над сучасним містом.

## Ресурси Інтернету
- «Абай» на офіційному сайті Алматинського метрополітену [Архівовано 20 жовтня 2018 у Wayback Machine.](рос.)